# Houston
Houston je najveći grad američke savezne države Teksas i četvrti najveći grad u SAD-u. Grad je 1836. godine osnovao John Kirby Allen. Prema procjeni 2010. godine imao je 2.099.451 stanovnika. 

## Vanjske poveznice
- Službena stranica

### Ostali projekti
|  | Zajednički poslužitelj ima stranicu o temi Houston, Teksas |